# Yasuyo Yamagishi
Yasuyo Yamagishi (山岸 靖代 Yamagishi Yasuyo?,  nacido el 28 de noviembre de 1979 en Saitama) es una exfutbolista japonesa que jugaba como defensa.
Yamagishi jugó 60 veces y marcó 6 goles para la selección femenina de fútbol de Japón entre 1998 y 2005. Yamagishi fue elegida para integrar la selección nacional de Japón para los Copa Mundial Femenina de Fútbol de 2003 y Juegos Olímpicos de Verano de 2004.

## Trayectoria

### Clubes
| Club            | País  | Año         |
| --------------- | ----- | ----------- |
| Iga FC Kunoichi | Japón | 1998 - 2006 |
| INAC Leonessa   | Japón | 2007 - 2008 |

### Selección nacional
| Selección | País  | Año         |
| --------- | ----- | ----------- |
| Absoluta  | Japón | 1998 - 2005 |

## Estadística de equipo nacional
| Selección femenina de fútbol de Japón | Selección femenina de fútbol de Japón | Selección femenina de fútbol de Japón |
| Año                                   | Partidos                              | Goles                                 |
| ------------------------------------- | ------------------------------------- | ------------------------------------- |
| 1998                                  | 4                                     | 1                                     |
| 1999                                  | 5                                     | 3                                     |
| 2000                                  | 5                                     | 1                                     |
| 2001                                  | 11                                    | 0                                     |
| 2002                                  | 11                                    | 0                                     |
| 2003                                  | 12                                    | 1                                     |
| 2004                                  | 10                                    | 0                                     |
| 2005                                  | 2                                     | 0                                     |
| Total                                 | 60                                    | 6                                     |